# Rhyacophila alexanderi
Rhyacophila alexanderi är en nattsländeart som beskrevs av Donald G. Denning 1950. Rhyacophila alexanderi ingår i släktet Rhyacophila och familjen rovnattsländor. Inga underarter finns listade i Catalogue of Life.